# Alexander Heuer
Alexander Heuer (* 1954 in Bonn, Nordrhein-Westfalen) ist ein deutscher Politiker (SPD). Von 2006 bis 2014 war er Bürgermeister der Stadt Garbsen.

## Leben
Nachdem er 1973 sein Abitur machte, studierte er in Dortmund. Er schloss sein Studium als Diplom-Ingenieur der Fachrichtung Raumplanung ab. Heuer absolvierte von 1979 bis 1982 ein Städtebaureferendariat in der Bochumer Stadtverwaltung und der Bezirksregierung Arnsberg. Danach war er in den Verwaltungen von Gifhorn, Waiblingen, Wermelskirchen und Garbsen tätig.
1998 wurde er Stadtbaurat von Garbsen, was er bis zu seiner Wahl zum Bürgermeister blieb. Am 1. November 2006 erfolgte sein Amtsantritt. In der Wahl vom 15. Juni 2014 unterlag Alexander Heuer mit 32,8 Prozent seinem Nachfolger Christian Grahl.